# 圣依纳爵堂 (马尼拉)
圣依纳爵堂 是一座正在重建中的罗马天主教教堂，位于菲律宾马尼拉王城區。该堂由耶稣会兴建，供奉依納爵·羅耀拉，由建筑师 Felix Roxas设计，新古典主义风格，完成于1899年。其内部为文艺复兴风格，由 Isabelo Tampingco设计

## 历史
1945年2月第二次世界大战期间，该堂被连续四天的大火烧毁，仅存废墟。战后，耶稣会并未重建教堂，而是迁往奎松市的羅耀拉高地，兴建耶稣教堂（Church of the Gesù）。王城區旧堂遗址归马尼拉市所有，修道院用于出租，教堂废墟成为篮球场。目前该堂与毗邻的修道院正在重建中，作为王城博物馆（Museo de Intramuros）。